# Фуријеова оптика
Фуријеова оптика обухвата области оптике у којима се примењује математички поступак заснован на Фуријеовом принципу да се произвољна математичка функција у просторном или временском домену, може изразити као збир синусоидних функција различитих учесталости, распона и фаза. 
Најзначајнија је примена овог поступка у области физичке, или таласне оптике, где се помоћу ње одређују својства светлосног поља по проласку кроз отвор - тзв. дифракција светлости. Надовезујући се на темеље физичке оптике - Максвелове једначине и теорију електромагнетног поља - Фуријеова оптика спада међу најзначајније делове теорије физичке оптике.
Као основно средство теоријске обраде дифракције светлости, Фуријеов поступак је непосредно везан за изражавање основног дела оптичке слике, функције ширења тачке, која је сразмерна квадрату Фуријеове трансформације функције оптичког отвора. Такође, основно мерило каквоће оптичке слике, функција оптичког преноса, је Фуријеова трансформација функције ширења тачке. 
Назив Фуријеова трансформација се користи како за математичку функцију која је изражава, тако и за саму физичку појаву изражену енергијом светлосног поља у Фуријеовој равни, и описану овом функцијом. Ова дифракциона слика енергије светлосног поља описана је Фуријеовом серијом у случају периодичне функције. У случају апериодичне функције, тј. издвојеног сигнала, распоред енергије у Фуријеовој равни описан је Фуријеовом трансформацијом функције која представља овај сигнал, дакле непрекидном функцијом која описује распоред учесталости бесконачно много синусоидних функција и њихових распона чији збир производи функцију датог облика.
У области дигиталне слике, Фуријеов поступак се користи за обраду и побољшање дигиталне слике коришћењем њене Фуријеове трансформације, тзв. Фуријеове слике. Ова трансформација се обично добија поступком који се зове одвојена Фуријеова трансформација (енгл. Discrete Fourier Transform, скраћено DFT).

## Историја
Зачетник теорије Фуријеових трансформација, које су по њему добиле има, је француски физичар Жон-Батист Жозеф Форје. Он је 1822. године у свом делу "Аналитичка теорија топлоте" (Théorie analytique de la chaleur) први изнео да математичка функција произвољног облика може да се произведе збиром синусоидних функција растућих учесталости и опадајућих распона (изговор имена Fourier на француском је између Фоје и Форје, али је на српском говорном подручју устаљено да се наводи као Фурије) . 
Фуријеове трансформације у оптику уводи, током Другог светског рата, француски физичар Дуфие (Pierre-Michel Duffieux, 1891–1976). У ширу употребу овај научни поступак улази после његовог представљања и обраде у камену темељцу модерне физичке оптике, књизи "Принципи оптике" Макса Борна и Емила Волфа (Principles of optics, Born and Wolf), 1959. године.

## Примена
У оптици, Фуријеова трансформација има посебан значај, јер описује промену електромагнетног поља услед дифракције светлости после пролаза кроз отвор. Одређеније, распоред распона таласног поља произведен међудејством таласа услед дифракције је сразмеран Фуријеовој трансформацији распореда распона поља у отвору. 
Другим речима, функција ширења распона електромагнетног (светлосног) таласа, чији квадрат даје функцију ширења тачке, тј. распоред енергије у физичкој слици тачке, је сразмерна Фуријеовој трансформацији функције оптичког отвора, која описује распоред распона поља отвора (слика 6).
Пошто особине физичке слике тачке непосредно одређују ниво каквоће оптичке слике, Фуријеова трансформација је уграђена у саме основаме физичке (таласне) оптичке теорије и њене практичне примене.
Такође, једно од основних средстава за процену каквоће оптичке слике, функција оптичког преноса, је Фуријеова трансформација функције ширења тачке за некохерентну светлост, и обрнута Фуријеова трансформација функције ширења распона за кохерентну светлост.

### Кохерентна и некохерентна светлост
Слике десно показују међусобну повезаност ових основних појмова физичке оптике, и улогу Фуријеовог поступка у њиховом добијању. У случају како кохерентне, тако и некохерентне светлости, стварање физичке оптичке слике је изведено из Фуријеове трансформације функције (оптичког) отвора. Такође, однос Фуријеовог пара постоји између чинилаца стварања физичке оптичке слике у просторном домену, са једне, и у домену учесталости са друге стране.
 По теорији конволуције, Фуријеова трансформација слике настале конволуцијом две функције једнака је производу Фуријеових трансформација ових функција. То значи да је функција преноса Фуријеова трансформација чиниоца конволуције, који представља функција ширења распона у случају кохерентне, и функција ширења тачке у случају некохерентне светлости (у случају да предмет има синусоидан распоред таласног распона, одговарајућиа лепеза учесталости садржи само ту основну учесталост, и слика распореда распона је иста као распоред распона у предмету, као што показује слика 9; у случају кад је распред распона предмета описан функцијом квадратног таласа, распоред распона слике је описан синусоидном функцијом ако је пречник објектива сувисе мали да обухвати више учесталости).
У области дигиталне слике, Фуријеов поступак се користи за анализу и побољшање својстава слике кроз промену својстава њене Фуријеове трансформације.

## Фуријеов поступак, општи оквир
У изворном облику, Фуријеова теорема каже да произвољна функција ƒ(x) са просторним периодом λ може да се представи као збир синусоида чије су таласне дужине (тј. просторни периоди) дате производом са бројем који се, почевши од λ, смањује у складу са повећањем дељеника за цео број (тј. ако је почетни период λ, таласне дужине синусоида су λ, λ/2, λ/3, итд.), док се одговарајући распони ових синусоида такође смањују у истој сразмери. Облици Фуријеовог поступка који се користе данас су сложенији, али општи принцип да се учесталост и распон Фуријеових синусоида смањују у истој размери и даље важи. 
Модерна дефиниција је општијег карактера, и каже да се, у начелу, математичка функција ƒ(x) произвољног облика, дата у просторном или временском домену - тј. са променљивом која се мења у простору или времену, у односу на x дато у просторним или временским јединицама - може произвести сабирањем низа синусоидних функција опадајућих распона и учесталости. Ако се овај низ синусоидних функција представи као посебна функција, у којој је учесталост v сваког од ових синусоида дата на водоравној скали, и са одговарајућим распонима за сваку учесталост датим на усправној скали, добија се функција F(ν) у домену учесталости, која описује распоред учесталости ових синусоида и њихов распон. 
Другим речима, применом Фуријеовог поступка на функцију ƒ(x) дату у временском или просторном домену, добија се функција F(ν) у домену учесталости. Два основна резултата Фуријеовог поступка, у погледу облика функције у домену учесталости - која се може назвати Фуријеова функција - су Фуријеов низ, у случају функција у којима је размак између периодичних промена коначан, и Фуријеова трансформација, у случају функција у којима је размак до следеће промене бесконачан, тј. које описују само једну промену. 
Функција домена учесталости F(ν) и одговарајућа функција у просторном или временском домену ƒ(x), чине Фуријеов пар, тј. F(ν)={\displaystyle \mathbb {F} }ƒ(x), где је F(ν) функција учесталости ν, {\displaystyle \mathbb {F} } означава Фуријеову трансформацију, и ƒ(x) функцију променљиве x у просторном или временском домену. Функција ƒ(x) је обрнута Фуријеова трансформација функције F(ν) , тј. ƒ(x)={\displaystyle \mathbb {F} }-1F(ν).

### Фуријеов низ
Фуријеов низ је математичка функција F(ν) која описује учесталости и распоне низа синусоидних функција, чији збир производи функцију ƒ(x) дату у просторном или временском домену. Или, обрнуто, која описује растављање функције дате у просторном или временском домену на низ синусоидних функција чији збир производи ту функцију. Графички приказ распореда ових учесталости и њихових распона зове се лепеза, или спектрум учесталости (енгл. frequency spectrum).
Фуријеов низ може да се представи на два начина: као тригонометријски Фуријеов низ, који садржи тригонометријске функције синуса и/или косинуса, и као експоненцијални Фуријеов низ, изражен као комплексна функција, која користи имагинарни број i.

#### Фуријеов тригонометријски низ
У општем облику, Фуријеов тригонометријски низ просторне или временске функције ƒ(x) дат је са:
```

  

    

      

        
f

        
(

        
x

        
)

        
=

        

          

            

              
A

              

                
0

              

            

            
2

          

        

        
+

        

          
∑

          

            
m

            
=

            
1

          

          

            
∞

          

        

        

          
A

          

            
m

          

        

        
c

        
o

        
s

        

        
m

        
k

        
x

        
+

        

          
∑

          

            
m

            
=

            
1

          

          

            
∞

          

        

        

          
B

          

            
m

          

        

        
s

        
i

        
n

        

        
m

        
k

        
x

      

    

    
{\displaystyle f(x)={\frac {A_{0}}{2}}+\sum _{m=1}^{\infty }A_{m}cos\,mkx+\sum _{m=1}^{\infty }B_{m}sin\,mkx}

  

        (1)
```

где је А0 бројна непроменљива која одређује потребан положај функције у односу на у-осу, m је цео број од нуле навише у случају Аm, и од 1 навише у случају Bm, к=2π је периодни број (енгл. propagation number), док су А0 и B0 бројне вредности, тзв. коефицијенти распона, који одређују распон (амплитуду) синусних и косинусних функција, у том редоследу. Ови коефицијенти су дати са:
```

  

    

      

        

          
A

          

            
m

          

        

        
=

        

          

            
2

            
λ

          

        

        

          
∫

          

            
0

          

          

            
λ

          

        

        
f

        
(

        
x

        
)

        

        
c

        
o

        
s

        

        
m

        
k

        
x

        

        
d

        
x

      

    

    
{\displaystyle A_{m}={\frac {2}{\lambda }}\int _{0}^{\lambda }f(x)\,cos\,mkx\,dx}

  

       (1.1)

  

    

      

        

          
B

          

            
m

          

        

        
=

        

          

            
2

            
λ

          

        

        

          
∫

          

            
0

          

          

            
λ

          

        

        
f

        
(

        
x

        
)

        

        
s

        
i

        
n

        

        
m

        
k

        
x

        

        
d

        
x

      

    

    
{\displaystyle B_{m}={\frac {2}{\lambda }}\int _{0}^{\lambda }f(x)\,sin\,mkx\,dx}

  

       (1.2)
```

Вредност А0 дата је са:
```

  

    

      

        

          
A

          

            
0

          

        

        
=

        

          

            
2

            
λ

          

        

        

          
∫

          

            
0

          

          

            
λ

          

        

        
f

        
(

        
x

        
)

        

        
d

        
x

      

    

    
{\displaystyle A_{0}={\frac {2}{\lambda }}\int _{0}^{\lambda }f(x)\,dx}

  

     (1.3)
```

У случају парне функције, тј. кад је ƒ(x)=-ƒ(x) - другим речима, кад је функција симетрична око усправне (у) осе - сви Bm коефицијенти су једнаки нули, и Фуријеов низ садржи само косинусне чланове, који су такође парне функције. У случају непарне функције, тј. кад је ƒ(x)=-ƒ(-x), низ садржи само синусне чланове, који су такође непарне функције. 
У случају кад функција није ни парна ни непарна, низ садржи и синусне и косинусне чланове.
 Слика десно показује Фуријеов тригонометријски низ квадратног таласа, чији је период (таласна дужина) 4, а распон (амплитуда) В=1. Први члан у низу (у загради) је тзв. основна учесталост (енгл. fundamental frequency), иза које се нижу пратеће учесталости (енгл. harmonics). Пошто је функција ƒ(x) парна, низ се састоји само од синусних чланова, и знак коефицијента се, у овом случају, наизменично мења.
Основна учесталост има исти период као квадратни талас, и нешто већи распон, једнак 4/π. Свака следећа учесталост има мању таласну дужину, вишу учесталост и мањи распон. Са сваким следећим чланом, облик дат збиром тригонометријских функција је ближи облику квадратног таласа. Мада је број чланова у низу теоретски неограничен, број чланова неопходних да се произведе одређен облик је у начелу ограничен, јер високе учесталости постају занемарљиве. 
Граф који приказује учесталости и распоне Фуријеовог низа носи име лепеза учесталости (енгл. frequency spectrum). Свака учесталост је приказана као делта функција. У случају квадратног таласа, ове делта функције су оивичене синк функцијом (енгл. sinc function).

#### Фуријеов екпоненцијални низ
На основу Ојлерове формуле {\displaystyle e^{i\phi }=cos\phi +isin\phi } и њеног комплесксног пара {\displaystyle e^{-i\phi }=cos\phi -isin\phi }, веза између тригонометријских функција у тригонометријском Фуријеовом низу и дела комплексног броја који описује фазу, φ, је дата са:
```

  

    

      

        

          
e

          

            
i

            
ϕ

          

        

        
+

        

          
e

          

            
−

            
i

            
ϕ

          

        

        
=

        
2

        
c

        
o

        
s

        
ϕ

      

    

    
{\displaystyle e^{i\phi }+e^{-i\phi }=2cos\phi }

  

       (2)

  

    

      

        

          
e

          

            
i

            
ϕ

          

        

        
−

        

          
e

          

            
−

            
i

            
ϕ

          

        

        
=

        
2

        
i

        
s

        
i

        
n

        
ϕ

      

    

    
{\displaystyle e^{i\phi }-e^{-i\phi }=2isin\phi }

  

      (2.1)
```

У основи, вредност која се додаје збиру у свакој тачки функције ƒ(x) од стране сваког члана низа је одређена производом вредности (распона) тригонометријске функције за ту тачку и коефицијента распона у случају тригонометријског низа, док се у случају експоненцијалног низа до вредности распона функције, која се множи са коефицијентом распона, долази кроз фазу комплексног броја у тој тачки, одређену вредношћу {\displaystyle e^{i\phi }} . 
Заменом тригонометријских функција у општем облику Фуријеовог тригонометријског низа (једначина 1) одговарајућим обликом комплексне експоненцијалне функције, добија се општи облик Фуријеовог експоненцијалног низа:
```

  

    

      

        
f

        
(

        
x

        
)

        
=

        

          

            

              
A

              

                
0

              

            

            
2

          

        

        
+

        

          
∑

          

            
1

          

          

            
∞

          

        

        

          
A

          

            
m

          

        

        

        

          

            

              

                
e

                

                  
i

                  
m

                  
k

                  
x

                

              

              
+

              

                
e

                

                  
−

                  
i

                  
m

                  
k

                  
x

                

              

            

            
2

          

        

        
−

        

          
∑

          

            
1

          

          

            
∞

          

        

        

          
B

          

            
m

          

        

        

        

          

            

              

                
e

                

                  
i

                  
m

                  
k

                  
x

                

              

              
−

              

                
e

                

                  
−

                  
i

                  
m

                  
k

                  
x

                

              

            

            
2

          

        

      

    

    
{\displaystyle f(x)={\frac {A_{0}}{2}}+\sum _{1}^{\infty }A_{m}\,{\frac {e^{imkx}+e^{-imkx}}{2}}-\sum _{1}^{\infty }B_{m}\,{\frac {e^{imkx}-e^{-imkx}}{2}}}

  

  

    

      

        
=

        

          

            

              
A

              

                
0

              

            

            
2

          

        

        
+

        

          
∑

          

            
1

          

          

            
∞

          

        

        

        

          

            

              

                
A

                

                  
m

                

              

              
−

              
i

              

                
B

                

                  
m

                

              

            

            
2

          

        

        

          
e

          

            
i

            
m

            
k

            
x

          

        

        
+

        

          
∑

          

            
1

          

          

            
∞

          

        

        

        

          

            

              

                
A

                

                  
m

                

              

              
+

              
i

              

                
B

                

                  
m

                

              

            

            
2

          

        

        

          
e

          

            
−

            
i

            
m

            
k

            
x

          

        

      

    

    
{\displaystyle ={\frac {A_{0}}{2}}+\sum _{1}^{\infty }\,{\frac {A_{m}-iB_{m}}{2}}e^{imkx}+\sum _{1}^{\infty }\,{\frac {A_{m}+iB_{m}}{2}}e^{-imkx}}

  

  

    

      

        
=

        

          
C

          

            
0

          

        

        
+

        

          
∑

          

            
1

          

          

            
∞

          

        

        

        

          
C

          

            
m

          

        

        

          
e

          

            
i

            
m

            
k

            
x

          

        

        
+

        

          
∑

          

            
1

          

          

            
∞

          

        

        

        

          
C

          

            
−

            
m

          

        

        

          
e

          

            
−

            
i

            
m

            
k

            
x

          

        

      

    

    
{\displaystyle =C_{0}+\sum _{1}^{\infty }\,C_{m}e^{imkx}+\sum _{1}^{\infty }\,C_{-m}e^{-imkx}}

  

     (3)
```

где је 
```

  

    

      

        

          
C

          

            
0

          

        

        
=

        

          

            

              
A

              
0

            

            
2

          

        

      

    

    
{\displaystyle C_{0}={\frac {A0}{2}}}

  

      (3.1)

  

    

      

        

          
C

          

            
m

          

        

        
=

        

          

            

              

                
A

                

                  
m

                

              

              
−

              
i

              

                
B

                

                  
m

                

              

            

            
2

          

        

      

    

    
{\displaystyle C_{m}={\frac {A_{m}-iB_{m}}{2}}}

  

     (3.2),  и 

  

    

      

        

          
C

          

            
−

            
m

          

        

        
=

        

          

            

              

                
A

                

                  
m

                

              

              
+

              
i

              

                
B

                

                  
m

                

              

            

            
2

          

        

      

    

    
{\displaystyle C_{-m}={\frac {A_{m}+iB_{m}}{2}}}

  

     (3.3)
```

Ако се распон учесталости прошири на негативне вредности, израз за Фуријеов експоненцијални низ се додатно поједностављује у:
```

  

    

      

        
f

        
(

        
x

        
)

        
=

        

          
∑

          

            
m

            
=

            
−

            
∞

          

          

            
m

            
=

            
+

            
∞

          

        

        

          
C

          

            
m

          

        

        

          
e

          

            
i

            
m

            
k

            
x

          

        

      

    

    
{\displaystyle f(x)=\sum _{m=-\infty }^{m=+\infty }C_{m}e^{imkx}}

  

    (4)
```

где је комплексни коефицијент распона:
```

  

    

      

        

          
C

          

            
m

          

        

        
=

        

          

            
1

            
λ

          

        

        

          
∫

          

            
0

          

          

            
λ

          

        

        
f

        
(

        
x

        
)

        

        

          
e

          

            
−

            
i

            
m

            
k

            
x

          

        

        

        
d

        
x

      

    

    
{\displaystyle C_{m}={\frac {1}{\lambda }}\int _{0}^{\lambda }f(x)\,e^{-imkx}\,dx}

  

      (4.1)
```

### Фуријеовa трансформацијa
Фуријеова серија описује саставне учесталости правилних (енгл. well behaved) периодичних функција, како оних код којих део који представља промену чини цео период (нпр. синусоид), тако и оних код којих је промена функције само део периода. Што се промена функције - која, у начелу, представља сигнал - више смањује у односу на дужину периода, тј. што се просторни или временски размак између два сигнала више повећава у односу на дужину сигнала, то се више смањује размак између фреквенција које ту функцију описују (слика десно). 
 Ако период између два сигнала постане бесконачно велик, дакле, ако функција представља један одвојен сигнал, или тзв. апериодичну функцију, спектар учесталости који ту функцију представља претвара се од линијског - који представља распон таласа одељених учесталости - у непрекидни, а функција учесталости која га представља назива се Фуријеова трансформација. 
Другим речима, Фуријеов низ периодичне функције постаје Фуријеов интеграл апериодичне функције, док функција која описује ове саставне синусоиде сигнала постаје Фуријеова трансформација функције ƒ(x).
У тригонометријском облику, општи облик трансформације може се написати као:
```

  

    

      

        
f

        
(

        
x

        
)

        
=

        

          

            
1

            
π

          

        

        

          
[

          

            

              
∫

              

                
0

              

              

                
∞

              

            

            
A

            
(

            
k

            
)

            
c

            
o

            
s

            

            
k

            
x

            

            
d

            
k

            
+

            

              
∫

              

                
0

              

              

                
∞

              

            

            
B

            
(

            
k

            
)

            
s

            
i

            
n

            

            
k

            
x

            

            
d

            
k

          

          
]

        

      

    

    
{\displaystyle f(x)={\frac {1}{\pi }}\left[\int _{0}^{\infty }A(k)cos\,kx\,dk+\int _{0}^{\infty }B(k)sin\,kx\,dk\right]}

  

     (5)
```

где су коефицијенти распона дати са:
```

  

    

      

        
A

        
(

        
k

        
)

        
=

        

          
∫

          

            
0

          

          

            
∞

          

        

        
f

        
(

        
x

        
)

        
c

        
o

        
s

        

        
k

        
x

        

        
d

        
x

      

    

    
{\displaystyle A(k)=\int _{0}^{\infty }f(x)cos\,kx\,dx}

  

    (5.1)    и
```

```

  

    

      

        
B

        
(

        
k

        
)

        
=

        

          
∫

          

            
0

          

          

            
∞

          

        

        
f

        
(

        
x

        
)

        
s

        
i

        
n

        

        
k

        
x

        

        
d

        
x

      

    

    
{\displaystyle B(k)=\int _{0}^{\infty }f(x)sin\,kx\,dx}

  

    (5.2)
```

У комплексном облику (слика 5), где је синусоид изражен помоћу комплексне таласне функције v=Vexp[iφ] - с напоменом да exp[x] представља исто што и еx - која у овом основном општем облику изражава промену величине таласа (v) кроз производ његовог распона (V) и стварне вредности фазне променљиве exp[iφ], где је φ=kx=2πw фаза таласа, а w В-Д грешка таласногг фронта у јединици таласне дужине, једначина (5) добија облик:
```

  

    

      

        
f

        
(

        
x

        
)

        
=

        

          

            
1

            

              
2

              
π

            

          

        

        

          
∫

          

            
+

            
∞

          

          

            
−

            
∞

          

        

        
F

        
(

        
k

        
)

        

          
e

          

            
−

            
i

            
k

            
x

          

        

        

        
d

        
k

      

    

    
{\displaystyle f(x)={\frac {1}{2\pi }}\int _{+\infty }^{-\infty }F(k)e^{-ikx}\,dk}

  

    (6)
```

где је функција 
```

  

    

      

        
F

        
(

        
k

        
)

        
=

        

          

            
1

            

              
2

              
π

            

          

        

        

          
∫

          

            
+

            
∞

          

          

            
−

            
∞

          

        

        
f

        
(

        
x

        
)

        

          
e

          

            
−

            
i

            
k

            
x

          

        

        

        
d

        
x

      

    

    
{\displaystyle F(k)={\frac {1}{2\pi }}\int _{+\infty }^{-\infty }f(x)e^{-ikx}\,dx}

  

     (6.1)
```

Користећи коефицијенте распона, F(k), се може изразити као F(k)=A(k)+iB(k)={\displaystyle \mathbb {F} }{f(x)}, тј. одређена је променом распона са учесталошћу, где је A(k) стварна (косинусна) вредност комплексне функције, B(k) њена имагинарна (синусна) вредност, и {\displaystyle \mathbb {F} } је Фуријеова трансформација функције ƒ(x).
Функције ƒ(x) и F(k) чине Фуријеов пар. Особина Фуријеовог пара је да се један његов члан може добити из другог, тј. функција просторног или временског домена ƒ(x) може се добити обрнутом трансформацијом њеног Фуријеовог пара F(k) у домену учесталости, или:
```

  

    

      

        
f

        
(

        
x

        
)

        
=

        

          

            
F

          

          

            
−

            
1

          

        

        
F

        
(

        
k

        
)

      

    

    
{\displaystyle f(x)=\mathbb {F} ^{-1}F(k)}

  

      (7)
```

Горњи изрази су дати за најједноставнији облик функције у просторном или временском домену, са једном променљивом и једном непроменљивом, тзв. једнодимензионалне функције (јер се променљива мења у само једној димензији). За дводимензоналне и сложеније функције општи облик трансформације остаје исти, али се изрази, због додатних чинилаца, усложњавају.
 Слика десно приказује основне елементе комплексне таласне функције у две и три димензије за један синусидни талас (горе) и за збир два таласа (доле, дводимензионално). Како се фаза осцилације таласа φ мења, мењају се и одговарајућа синусна (реална) и косинусна (имагинарна, јер је помножена са имагинарним бројем i) вредност. У три димензије, фазни угао φ је одређен учесталошћу и вредношћу просторне или временске променљиве, као φ=kωt=2πωt, где је ω учесталост (као број осцилација од 0 до 2π) у јединици времена, а t време, или као φ=kνx са просторном учесталошћу ν и просторном променљивом x. У случају збирања два или више таласа, збир је другачији синусоид ако је учесталост иста, али поприма други, мање правилан облик периодичне функције ако су учесталости различите. Овакво комплексно збирање таласа, као и један талас, такође може да се изрази и представи у три димензије.

## Фуријеова трансформација функције оптичког отвора
Функција оптичког отвора је једна од основних функција у оптици. Она описује поље у равни оптичког отвора, тј. распон (амплитуду) електромагнетног таласа - таласа светлости - у свакој тачки ове површине. У одсуству аберација и уз равномеран пренос распона таласа кроз раван отвора, облик ове функције је врло једноставан: за кружни оптички отвор функција описује цилиндар јединичне висине унутар оптичког отвора, и нулте висине изван њега.
Као таква, функција оптичког отвора је функција одвојеног сигнала, која се у случају кружног отвора у пресеку може представити као квадратни пулс (слика десно). Кад је такав отвор испуњен равним светлосним таласом, главни правац простирања светлости је у правцу нормале на таласни фронт, али се таласи такође шире у другим правцима, што у случају постојања препреке на путу светлости доводи до промене таласног поља светлости иза препреке, појаве познате као дифракција светлости.
 У складу са Хајгенсовим принципом, свака тачка у отвору кроз који пролази светлосни сноп постаје таласни извор који шаље сферне таласе у простор испред себе. Услед међудејства ових таласа, у свакој тачки простора који испуњава светлост по проласку кроз отвор ствара се тзв. збирни распон (енгл. complex amplitude) поља, као збир таласних доприноса из сваке тачке оптичког отвора. У случају равног таласног фронта у равни отвора, збирни распон таласног поља у произвољној тачки у бесконачности по проласку светлости кроз оптички отвор је дат са:
```

  

    

      

        

          
∫

          

            
x

            
=

            
0

          

          

            
1

          

        

        

          
∫

          

            
y

            
=

            
0

          

          

            
1

          

        

        

        
e

        
x

        
p

        
[

        
i

        
k

        
(

        
a

        
x

        
+

        
b

        
y

        
)

        
]

        
d

        
x

        
d

        
y

      

    

    
{\displaystyle \int _{x=0}^{1}\int _{y=0}^{1}\,exp[ik(ax+by)]dxdy}

  

     (8)
```

где су x и y координате тачке у отвору, док су аx и by векторске величине чији збир одређује правац простирања. Интеграл говори да је збирни распон таласног поља према тачки пројектованој у бесконачност сразмеран Фуријеовој трансформацији уједначеног распона поља у равни оптичког отвора. Овај распоред распона поља је обртно симетричан.
У случају да је распон таласног поља у равни отвора неравномеран, описан функцијом F(x), збирни распон таласа пројектован према тачки у бесконачности је дат са:
```

  

    

      

        

          
∫

          

            
x

            
=

            
0

          

          

            
1

          

        

        

          
∫

          

            
y

            
=

            
0

          

          

            
1

          

        

        

        
F

        
(

        
x

        
)

        
e

        
x

        
p

        
[

        
i

        
k

        
(

        
a

        
x

        
+

        
b

        
y

        
)

        
]

        
d

        
x

        
d

        
y

      

    

    
{\displaystyle \int _{x=0}^{1}\int _{y=0}^{1}\,F(x)exp[ik(ax+by)]dxdy}

  

    (9)
```

што значи да је, као опште правило, сразмеран Фуријеовој трансформацији распона поља у отвору, без обзира на његов облик, тј. без обзира на функцију којом је описан.
 Слика десно приказује неколико примера трансформације поља отвора у дифракционо поље у Фраунхоферовом домену. У другом и трећем примеру поље отвора се мења периодично, због чега је његова Фуријеова трансформација у облику раздвојених светлих тачака, чији је распоред сразмеран Фуријеовој лепези учесталости поља отвора. У осталим примерима поље отвора је или равномерно, или у облику одвојеног сигнала, због чега је проистекло дифракционо поље непрекидно, са распоредом распона сразмерним облику отвора, или облику сигнала (за дати облик отвора). 
Пошто се фазна разлика таласа који се срећу иза отвора смањује са повећањем удаљености од отвора, падајући на нулу у бесконачности - практично, у тзв. Фраунхоферовом домену, или дифракцији далеког поља - физички и математички једина разлика између дифракције светлости у бесконачности, са једне, и дифракције у жижи оптичког објектива са друге стране, је у размери поља, тј. дифракционе слике. Дакле, једначине (8) и (9) важе, у начелу, и за дифракциону слику тачке произведену од стране оптичког објектива. 
Другим речима, распон таласног поља у равни слике оптичког објектива, тј. распоред светлосне енергије у њој, је сразмерна Фуријеовој трансформацији распона поља у равни оптичког отвора.
Пошто је распон таласног поља у оптичком отвору одређен функцијом оптичког отвора - која је у оквиру једначине (9) представљена са F(x) - може се рећи да је распоред енергије дифракционe сликe тачке у равни слике оптичког објектива сразмеран Фуријеовој трансформацији функције оптичког отвора. 

### Оптички објектив без аберација
У случају оптичког објектива, поље отвора је математички поље у излазном отвору склопа. Без присуства аберација, таласни фронт у излазном отвору је сферног облика, и збирни распон таласа у произвољној тачки T у равни близу равни Гаусове жиже, тј. средишта закривљености таласног фронта, дат је са:
```

  

    

      

        
V

        
(

        
T

        
)

        
=

        
∫

        

          
∫

          

            
W

          

        

        
e

        
x

        
p

        
[

        
i

        
f

        
]

        
=

        
e

        
x

        
p

        
[

        
i

        
k

        
(

        
s

        
−

        
R

        
)

        
]

        

        
d

        
P

      

    

    
{\displaystyle V(T)=\int \int _{W}exp[if]=exp[ik(s-R)]\,dP}

  

      (10)
```

где је i имагинарни број, φ фазни угао, или фаза таласа из тачке P таласног фронта у тачки T, к=2π/λ је периодни број, који представља пуну фазу у радијанима, s је раздаљина од тачке P до тачке T, R је полупречник закривљености таласног фронта, и P је тачка, 
 у ствари, врло мала површина на таласном фронту, тако да је збир површина свих појединачних "тачака" даје површину таласног фронта (на слици десно, а је полупречник отвора, 0<ρ<1 је број који одређује удаљеност тачке таласног фронта p=ρa у отвору од оптичке осе, дубина таласног фронта за дату тачку једнака је R-q, и t је удаљеност тачке T у пољу слике од оптичке осе; основни координатни систем je је систем равни слике x,y,z, са почетном, нултом тачком у средишту закривљености таласног фронта).
Пошто s-R представља разлику у оптичком путу између два таласа, она одређује фазу у којој се они срећу у тачки P, тј. k(s-R)=φ представља фазну разлику, или фазни угао под којим се два таласа срећу. Пошто је распон коју талас додаје збирном распону сразмеран cosφ, збир таласних распона у свакој тачци је одређен вредношћу s-R за сваки талас који у њу стиже. Ако се ова разлика изрази помоћу координата две тачке у њиховим односним равнима, као и у односу на z осу, под претпоставком да су а, p и одступање од равни Гаусове жиже z мали у односу на R, добија се:
```

  

    

      

        
s

        
−

        
R

        
=

        
−

        

          

            

              
p

              
t

            

            
R

          

        

        

        
c

        
o

        
s

        
(

        
θ

        
−

        
γ

        
)

        
+

        
z

        

          
[

          

            
1

            
−

            
0.5

            
(

            

              

                
p

                
R

              

            

            

              
)

              

                
2

              

            

          

          
]

        

      

    

    
{\displaystyle s-R=-{\frac {pt}{R}}\,cos(\theta -\gamma )+z\left[1-0.5({\frac {p}{R}})^{2}\right]}

  

    (11)
```

где су θ и γ углови одређени тачком у равни оптичког отвора, и у равни слике, у том редоследу, као што је приказано на слици (8). За z=0, тј. за раван Гаусове жиже, збирни распон таласа у произвољној тачки слике је дат са:
```

  

    

      

        
V

        
(

        
T

        
)

        
=

        
A

        

          
∫

          

            
0

          

          

            
2

            
π

          

        

        

          
∫

          

            
0

          

          

            
1

          

        

        
e

        
x

        
p

        

          
[

          

            
−

            

              

                

                  
i

                  
k

                

                
R

              

            

            
p

            
t

            

            
c

            
o

            
s

            
(

            
θ

            
−

            
γ

            
)

          

          
]

        

        
t

        
,

        
d

        
t

        

        
d

        
θ

      

    

    
{\displaystyle V(T)=A\int _{0}^{2\pi }\int _{0}^{1}exp\left[-{\frac {ik}{R}}pt\,cos(\theta -\gamma )\right]t,dt\,d\theta }

  

     (11.1)
```

где је А непроменљива сразмерна распону таласа у отвору (минус знак је потребан да разломак са негативним R учини позитивним). Функција описана овим интегралом је Фуријеова трансформација функције оптичког отвора, која се не појављује у интегралу јер има јединичну вредност за сваку тачку таласног фронта у излазном отвору, тако да збир свих тачака - тј. малих површина на таласном фронту које оне представљају - даје кружну површину оптичког отвора са равномерним (јединичним) таласним распоном, дакле, описује цилиндар јединичне висине и пречника базе једнаког пречнку оптичког отвора.

### Оптички објектив са аберацијама
У присуству аберација, таласни распон у различитим тачкама оптичког отвора није равномеран, него је у већем или мањем делу њих мањи од (јединичне) распона у деловима таласног фронта који не одступају од најбоље поредбене сфере. Услед тога функција оптичког отвора више нема јединичну вредност за све тачке таласног фронта, и неопходно је укључити је у интеграл који описује распоред распона поља у равни слике:
```

  

    

      

        
V

        
(

        
T

        
)

        
=

        
A

        

          
∫

          

            
0

          

          

            
2

            
π

          

        

        

          
∫

          

            
0

          

          

            
1

          

        

        
e

        
x

        
p

        
[

        
i

        
k

        
W

        
(

        
r

        
,

        
t

        
)

        
]

        
e

        
x

        
p

        

          
[

          

            
−

            

              

                

                  
i

                  
k

                

                
R

              

            

            
p

            
t

            

            
c

            
o

            
s

            
(

            
t

            
−

            
g

            
)

          

          
]

        

        
t

        
,

        
d

        
t

        

        
d

        
θ

      

    

    
{\displaystyle V(T)=A\int _{0}^{2\pi }\int _{0}^{1}exp[ikW(r,t)]exp\left[-{\frac {ik}{R}}pt\,cos(t-g)\right]t,dt\,d\theta }

  

```

```

  

    

      

        
=

        
A

        

          
∫

          

            
0

          

          

            
2

            
π

          

        

        

          
∫

          

            
0

          

          

            
1

          

        

        
e

        
x

        
p

        

          
[

          

            
i

            
k

            
W

            
(

            
r

            
,

            
t

            
)

            
−

            

              

                

                  
i

                  
k

                

                
R

              

            

            
p

            
t

            

            
c

            
o

            
s

            
(

            
t

            
−

            
g

            
)

          

          
]

        

        
t

        
,

        
d

        
t

        

        
d

        
θ

      

    

    
{\displaystyle =A\int _{0}^{2\pi }\int _{0}^{1}exp\left[ikW(r,t)-{\frac {ik}{R}}pt\,cos(t-g)\right]t,dt\,d\theta }

  

      (12)
```

где је W(r,t) врх-дно (В-Д) грешка таласног фронта, а кW(r,t) је фазни угао таласа из дате тачке површине таласног фронта у излазном отвору, који је представљен реалном (тј. косинусном) вредношћу комплексног израза exp[iкW(r,t)].
Пошто је јачина електромагнетног таласа једнака квадрату његовог распона, функција ширења тачке, која изражава распоред енергије у слици тачке, је једнака квадрату Фуријеове трансформације функције оптичког отвора. Ово важи како за кохерентну, тако и за некохерентну светлост, и за све међунивое. 
Другим речима, функција ширења тачке је једнака квадрату функције ширења распона, која је описана једначином (распона) таласног поља.

## Функција оптичког преноса као Фуријеова трансформација
Својство функције оптичког преноса као Фуријеове трансформације произилази непосредно из теорије конволуције, по којој је Фуријеова трансформација конволуције две функције једнака производу односних Фуријеових трансформација ове две функције. То у начелу важи како за кохерентну светлост, тако и за некохерентну, али у нешто другачијем облику.

### Кохерентна светлост
У случају кохерентне светлости, функција оптичког преноса не описује својства саме слике паралелних линија, него својства поља у равни слике, тј. збирни распон таласа у свакој тачци. Другим речима, описује конволуцију Гаусовске слике предмета - која је, изузев за увећање, иста као и предмет, тј. која, за кохерентну функцију, има у свакој тачки исти распон таласа као предмет - и функције ширења распона (ФШР, латинично FSR), тј. придружење функције ширења распона свакој тачки Гаусовске слике (права слика, као распоред светлосне енергије, добија се квадрирањем ових збирних распона). 
Функција оптичког преноса се у случају кохерентне светлости зове функција кохерентног преноса (ФКП, енгл. Coherent Transfer Function, CTF). За отвор без аберација и са равномерним распоредом таласног распона, изражена је са:
```

  

    

      

        
F

        
K

        
P

        
(

        

          

            

              

                
ν

                
→

              

            

          

          

            
s

          

        

        
)

        
=

        

          
∫

          

            
0

          

          

            
∞

          

        

        
F

        
S

        
R

        
(

        

          

            

              

                
r

                
→

              

            

          

          

            
s

          

        

        
)

        

        
e

        
x

        
p

        
[

        
2

        
π

        
i

        

          

            

              

                
ν

                
→

              

            

          

          

            
s

          

        

        
⋅

        

          

            

              

                
r

                
→

              

            

          

          

            
s

          

        

        
]

        
d

        

          

            

              

                
r

                
→

              

            

          

          

            
s

          

        

        
]

      

    

    
{\displaystyle FKP({\vec {\nu }}_{s})=\int _{0}^{\infty }FSR({\vec {r}}_{s})\,exp[2\pi i{\vec {\nu }}_{s}\cdot {\vec {r}}_{s}]d{\vec {r}}_{s}]}

  

     (13)
```

где је {\displaystyle {\vec {\nu }}_{s}} вектор просторне учесталости, одређен размаком v између две суседне тачке синусоида у истој фази, тј. ширином линија слике синусоида, и обртним углом φ (интеграција се обавља за све оријентације слике унутар 360 степени, што је од значаја једино ако функција ширења распона није обртно симетрична), а {\displaystyle {\vec {r}}_{s}} је позициони вектор који спаја оптичку осу са произвољном тачком у равни слике, одређен размаком r између осе и тачке, и углом отвора γ. Производ ових вектора се такође може изразити као производ апсолутних вредности (дужина) вектора и њиховог међусобног угла; у овом случају, {\displaystyle {\vec {\nu }}{\vec {r}}}=vrcos(φ-γ). У том случају, ФКП је дата са:
```

  

    

      

        
F

        
K

        
P

        
(

        

          

            

              

                
ν

                
→

              

            

          

          

            
s

          

        

        
)

        
=

        

          
∫

          

            
0

          

          

            
2

            
π

          

        

        

          
∫

          

            
0

          

          

            
∞

          

        

        
F

        
S

        
R

        
(

        

          

            

              

                
r

                
→

              

            

          

          

            
s

          

        

        
)

        

        
e

        
x

        
p

        
[

        
2

        
π

        
i

        

          
ν

          

            
s

          

        

        

          
r

          

            
s

          

        

        
c

        
o

        
s

        
(

        
ϕ

        
−

        
γ

        
)

        
]

        
r

        

        
d

        
r

        
d

        
ϕ

      

    

    
{\displaystyle FKP({\vec {\nu }}_{s})=\int _{0}^{2\pi }\int _{0}^{\infty }FSR({\vec {r}}_{s})\,exp[2\pi i\nu _{s}r_{s}cos(\phi -\gamma )]r\,drd\phi }

  

     (13.1)
```

Једначина (13) показује да је кохерентна функција преноса висине Фуријеова трансформација функције ширења распона.
У присуству аберација, функција кохерентног преноса је, у општем облику, дата са:
```

  

    

      

        
F

        
K

        
P

        
(

        

          

            

              

                
ν

                
→

              

            

          

          

            
j

          

        

        
)

        
=

        
e

        
x

        
p

        
[

        
i

        
Φ

        
(

        
λ

        
R

        

          

            

              

                
ν

                
→

              

            

          

          

            
j

          

        

        
]

      

    

    
{\displaystyle FKP({\vec {\nu }}_{j})=exp[i\Phi (\lambda R{\vec {\nu }}_{j}]}

  

     (14)
```

где је Ф фазна функција аберације, која изразава фазну разлику у тачки међудејства таласа. Према томе, пренос висине таласа у свакој тачки слике је умањен сагласно смањењу збирног распона услед присуства аберација.

#### Абеов модел
Слика десно приказује дифракцију кохерентне светлости у случају синусоидног предмета (тзв. Абеов модел), која је основа кохерентне функције оптичког преноса. Предмет је низ паралелних сјајних и тамних линија исте ширине, са синусоидном променом јачине зрачења, у дводимензионалном попречном пресеку представљене периодичним синусоидном таласом. 
Пошто тамне линије стварају неравномерност поља, са празним простором иза тамних линија испуњеним таласима из светлих линија који се крећу устрану - дифрактованом светлошћу - објектив који сакупља ове таласе - тзв. "Фуријеово сочиво" (енгл. Fourier lens) ствара слику Фуријеове трансформације и слику линија зависно од тога на који начин овакав предмет мења особине светлосног поља. Другим речима, трансформацију стварно врши дифракција светлости на синусоидном филтеру, док је сочиво само преноси из бесконачности (приближно, из Фраунхоферовог домена) у раван слике.
У случају кохерентне светлости, овакав распоред светлих и тамних површина узрокује дифракцију у свега два правца - тзв. дифракциона реда - под истим углом и на супротним странама главног снопа зрака који се креће под правим углом у односу на раван линија. Угао дифракције, као синус, дат са α=λ/l, где је l ширина линије а λ таласна дужина светлости, се повећава са смањењем угаоног размака између линија, услед чега на одређеном размаку линија дифрактована светлост више не доспева у оптички отвор. За све размаке - тј. просторне учесталости линија - при којима два дифрактована реда доспевају у отвор, распоред таласних висина у слици је једнак оном у предмету. Другим речима, изузев за чинилац увећања, распоред таласних висина у тачкама слике синусоида је сразмеран распореду висина у тачкама самог синусоида. Слика, у овом случају, савршено одсликава предмет.
Код учесталости линија при којој је угао дифрактованих редова сувише широк да би они доспели у отвор, висина таласа у равни слике је равномерна преко целе њене површине, и слика се потпуно губи. Учесталост при којој се слика губи, тзв. учесталост реза (енгл. cutoff frequency), једнака је 1/2λF, где је λ таласна дужина светлости, а F жижни број објектива. У складу с тим, кохерентна функција преноса висине има јединичну вредност, тј. пун пренос, до учесталости 1/2λF, и пренос једнак нули за више учесталости. 
Као што граф у оквиру десно горе показује, кохерентна функција преноса отвора без аберација, са јединичном висином (преноса) над целом површином ограничен кружницом полупречника једнаког граничној учесталости, је сразмерна релативној функцији отвора, са јединичном висином (распона таласа) у површини отвора. 
У горњој слици, решетка се налази на улазном отвору, и то је где се дифракција ствара - не у објективу. Решетка је преувеличана, ради јасноће; близу приказане граничне учесталости, два суседна врха би била много ближе заједно, а троуглови оивичени са +1 /-1 дифракционим редовима би се приближно поклапали. Стога је геометрија утврђивања граничне учесталости νг дата са sinα = λ/νg=d/c, где је d полупречник оптичког отвора и c је хипотенуза троугла. Из тога, νg=cλ/d и, пошто се линеарна вредност νg мења у сразмери са удаљеношћу решетке, са непромењеном угаоном вредношћу, било која вредност c сразмерна удаљености филтера даће исту граничну учесталост νg.
Теоретски тачна вредност је c за удаљеност синусоидног филтера једнакој жижној даљини објектива (О=ƒ), јер у том случају чинилац дефокуса у дифракционом интегралу пада на нулу (мада то не утиче на пренос распона поља). Слика синусоида се ствара у бесконачности, док се Фуријеова раван са енергетским видом Фуријеове трансформације поклапа са равни Гаусове жиже. Линеарна ширина линије граничне учесталости је νg=2λF, док је њена угаона вредности једнака νg/ƒ тј. 2λ/D радијана, где је D=2d, пречник оптичког отвора.
Слика фуријеове трансформације, која се у овом случају састоји од три светле тачке - при чему Фуријеову трансформацију чине само лева и десна тачка, док је средишнја тзв. DC term који представља просечну висину сигнала представљеног синусоидом - је описана функцијом распореда учесталости косинусне функције (у оквиру доле десно). Пошто косинусна функција има само једну фреквенцију, њен распоред висина учесталости (тј Фуријеова трансформација) је графички представљен с једном делта функцијом (усправна црта) на јединичној - тзв. основној - учесталости на водоравној скали, као реципрочна вредност периода косинусне функције (која је и фреквенција јединичне висине). 
Проширење спектра учесталости у негативан домен није неопходно за дефинисање Фуријеове трансформације, али је уобичајено, јер поједностављује изразе и прорачун.

### Некохерентна светлост
У случају некохерентне светлости, слика је конволуција Гаусовске слике и функције ширења тачке. а функција оптичког преноса је Фуријеова трансформација функције ширења тачке (ФШТ, латинично FST). У најједноставнијем облику, некохерентна функција оптичког преноса (ФОП, латинично FOP) се може изразити као:
```

  

    

      

        
F

        
O

        
P

        
(

        

          

            

              

                
ν

                
→

              

            

          

          

            
s

          

        

        
)

        
=

        

          
∫

          

            
0

          

          

            
1

          

        

        
F

        
S

        
T

        
(

        

          

            

              

                
r

                
→

              

            

          

          

            
s

          

        

        
)

        

        
e

        
x

        
p

        
[

        
2

        
π

        
i

        

          

            

              

                
ν

                
→

              

            

          

          

            
s

          

        

        
⋅

        

          

            

              

                
r

                
→

              

            

          

          

            
s

          

        

        
]

        
d

        

          

            

              

                
r

                
→

              

            

          

          

            
s

          

        

        
]

      

    

    
{\displaystyle FOP({\vec {\nu }}_{s})=\int _{0}^{1}FST({\vec {r}}_{s})\,exp[2\pi i{\vec {\nu }}_{s}\cdot {\vec {r}}_{s}]d{\vec {r}}_{s}]}

  

       (15)
```

где су чиниоци означени исто као у једначини (13). ФШТ је, према томе, обрнута Фуријеова трансформација ФОП:
```

  

    

      

        
F

        
S

        

          
T

          

            
(

          

        

        

          

            

              

                
r

                
→

              

            

          

          

            
s

          

        

        
)

        
=

        

          
∫

          

            
0

          

          

            
1

          

        

        
F

        
O

        
P

        
(

        

          

            

              

                
ν

                
→

              

            

          

          

            
s

          

        

        
)

        

        
e

        
x

        
p

        
[

        
−

        
2

        
π

        
i

        

          

            

              

                
ν

                
→

              

            

          

          

            
s

          

        

        
⋅

        

          

            

              

                
r

                
→

              

            

          

          

            
s

          

        

        
]

        
d

        

          

            

              

                
ν

                
→

              

            

          

          

            
s

          

        

        
]

      

    

    
{\displaystyle FST_{(}{\vec {r}}_{s})=\int _{0}^{1}FOP({\vec {\nu }}_{s})\,exp[-2\pi i{\vec {\nu }}_{s}\cdot {\vec {r}}_{s}]d{\vec {\nu }}_{s}]}

  

         (16)
```

Замењујући ФСТ у једначини (15) одговарајућим изразом, функција оптичког преноса је:
```

  

    

      

        
F

        
O

        
P

        
(

        

          

            

              

                
ν

                
→

              

            

          

          

            
s

          

        

        
)

        
=

        

          

            
1

            

              
E

              
(

              
λ

              
R

              

                
)

                

                  
2

                

              

            

          

        

        

          
∫

          

            
0

          

          

            
1

          

        

        

        
d

        

          

            

              

                
r

                
→

              

            

          

          

            
s

          

        

        

        
e

        
x

        
p

        
[

        
2

        
π

        
i

        

          

            

              

                
ν

                
→

              

            

          

          

            
s

          

        

        
⋅

        

          

            

              

                
r

                
→

              

            

          

          

            
s

          

        

        
]

        

          

            
|

            

              

                
∫

                

                  
0

                

                

                  
1

                

              

              
P

              
(

              

                

                  

                    

                      
r

                      
→

                    

                  

                

                

                  
o

                

              

              
)

              
e

              
x

              
p

              
[

              
−

              

                

                  

                    
2

                    
π

                    
i

                  

                  

                    
λ

                    
R

                  

                

              

              

                

                  

                    

                      
r

                      
→

                    

                  

                

                

                  
o

                

              

              
⋅

              

                

                  

                    

                      
r

                      
→

                    

                  

                

                

                  
s

                

              

              
]

              
d

              

                

                  

                    

                      
r

                      
→

                    

                  

                

                

                  
o

                

              

            

            
|

          

          

            
2

          

        

      

    

    
{\displaystyle FOP({\vec {\nu }}_{s})={\frac {1}{E(\lambda R)^{2}}}\int _{0}^{1}\,d{\vec {r}}_{s}\,exp[2\pi i{\vec {\nu }}_{s}\cdot {\vec {r}}_{s}]\left|\int _{0}^{1}P({\vec {r}}_{o})exp[-{\frac {2\pi i}{\lambda R}}{\vec {r}}_{o}\cdot {\vec {r}}_{s}]d{\vec {r}}_{o}\right|^{2}}

  

      (17)
```

где је разломак пред интегралом чинилац који своди средишњу висину ФОП на јединичну вредност у одсуству аберација (Е је укупна енергија у равни оптичког отвора).
У присуству аберација, слика у некохерентној светлости је конволуција Гаусовске слике са аберационом ФШТ. То значи да је, по теорији конволуције, Фуријеова трансформација слике једнака производу Фуријеове трансформације Гаусовске слике синусоида и Фуријеове трансформације аберационе ФШТ, из чега опет произилази да је аберациона ФОП Фуријеова трансформација аберационе ФШТ. ФОП је такође аутокорелација (неравномерног) распона аберационог поља у равни оптичког отвора.
Слика 9 приказује и дифракцију некохерентне светлости после синусоидног филтера висине таласа. За разлику од кохерентне светлости, некохерентна се шири у свим правцима, кроз многе дифракционе редове, испуњавајући цео оптички отвор при ниским учесталостима синусоидне решетке. Како учесталост решетке расте, дифрактована некохерентна светлост се шири под све већим углом, и све више губи из отвора, али знатно спорије него у случају кохерентне светлости. Услед тога, гранична учесталост за некохерентну светлост је два пута виша него за кохерентну, или 1/λF.
Међутим, за разлику од некохерентног преноса, који је једнак јединици, тј. има пун пренос контраста до граничне учесталости, у случају некохерентне светлости пренос опада непрестано, од најниже до граничне учесталости. Граф у оквуру горе десно приказује како пренос за некохерентну светлост опада.

### Кохерентна и некохерентна функција преноса
Кохерентна и некохерентна функција преноса нису упоредиве, јер представљају различите облике преноса: док је у случају прве у питању пренос распона таласа, у другом случају се ради о преносу јачине, тј енергије. Док у случају предмета са синусоидним распоредом јачине зрачења ФКП тачно изражава и пренос јачине зрачења, тј. контраст слике, за предмете са другачијим распоредом јачине зрачења пренос распона таласа није непосредно везан за особине слике. Разлог је у томе што је међудејство кохерентних таласа другачије од међудејства некохерентних; главна разлика је у томе да се кохерентни таласи сабирају на нивоу распона таласа, са јачином (енергијом) једнакој квадрату збирног распона, док се некохерентни таласи сабирају непосредно, на нивоу јачине појединих таласа, чији збир представља коначну јачину.
Услед тога, (кохерентна) ФКП, за разлику од (некохерентне) ФОП, у начелу није непосредно везана за особине оптичке слике и, за разлику од ФОП, не може се користити као поуздан општи показатељ каквоће слике. Упркос томе што ФКП за синусоидни распоред висине зрачења даје да је пренос висине - што у том конкретном случају важи и за саму слику - потпун, тј. једнак распореду распона таласа предмета до граничне учесталости од 1/2λF, некохерена светлост, уопштено говорећи, производи бољу слику у целокупном распону учесталости, од 0 до 1/λF.

## Фуријеова трансформација дигиталне слике
Дигитална слика произведена употребом CCD детектора је мозаички производ електричних сигнала са мноштва врло малих пријемника квадратне површина - тзв. пиксела (енгл. pixel, од picture element, или "елемент слике"). Висина ових сигнала може да се представи у облику функције чија је вредност одређена јачином сигнала са сваког појединог пиксела.
 Применом Фуријеовог поступка ова функција слике се може описати збиром синусоида различитих учесталости, висина и оријентација. Функција која описује ове синусоиде је Фуријеова трансформација слике. Она се такође може представити као слика (слика Фуријеове трансформације, која је дводимензионална карта Фуријеове трансформације слике, математичке функције), где је сваки синусоид представљен у координатном систему у ком је скала учесталости од најнижих око средишње тачке (која није учесталост, него тзв. DC term), до највиших на ивицама слике, и свака тачка представља синусоид одређене учесталости, висине и оријентације, где је висина синусоида сразмерна сјају тачке. Другим речима, слика Фуријеове трансформације је карта спектрума, или лепезе учесталости дигиталне слике.
Слика десно приказује примере Фуријеове трансформације слике (горе), текста (средина) и фотографије (доле), на основу поделе површине слике на пикселе, сагласно алгоритму програма. У Фуријеовој трансформацији иконе Светог Саве, средишња водоравна линија је сјајнија од усправне јер су усправне линије у икони наглашеније. Две дијагоналне сјајне линије су учесталости потребне да се оцртају линије рамена. Фуријеова трансформација текста ("Црвени макови" Миховила Павлека Мишкине) употребљава синусоиде под многим угловима да би се оцртале линије слова.
Пошто су разлике у висинама синусоида који чине слику често врло велике, Фуријеова трансформација слике се по правилу представља у логаритамском облику (средина).
На фотографији доле је показано дејство промене Фуријеове трансформације слике на слику која се на основу ње добија: искључењем виших учесталости (доле лево) губи се оштрина линија, али површине задржавају свој облик. Са друге стране, заклањање ниских учесталости (десно) има за последицу губитак површина, док се показују само линије створене вишим учесталостима, које те површине јасно оцртавају.
Трансформације дигиталне слике у домен учесталости, добијена применом Фуријеовог поступка, представља потпун опис те слике дат у виду учесталости који је сачињавају. Из ове трансформације се обрнутим процесом може произвести иста слика из које је добијена, или се променом својстава трансформације мењају и својства дигиталне слике. Промена својстава дигиталне слике помоћу одвојене Фуријеове трансформације се широко користи у најразличитијим областима, од дигиталне фотографије и медија до инжењеринга и медицине.

### Одвојена Фуријеова трансформација
Функција која описује мозаичку CCD слику, представљена висином сигнала у средишњој тачки сваког пиксела је испрекидана (енгл. descrete function) - са овим тачкама просторно раздвојеним услед димензија пиксела. Фуријеова трансформација израчуната на основу оваквог скупа података је одвојена Фуријеова трансформација (енгл. discrete Fourier transform). Њен основни математички облик, за квадратну површину одређену са вредностима за NxN пиксела, је:
```

  

    

      

        
F

        
(

        
u

        
,

        
v

        
)

        
=

        

          
∑

          

            
x

            
=

            
0

          

          

            
N

          

        

        

          
∑

          

            
y

            
=

            
0

          

          

            
N

          

        

        
f

        
(

        
x

        
,

        
y

        
)

        

        
e

        
x

        
p

        

          
[

          

            
−

            
i

            
2

            
π

            

              

                

                  
u

                  
x

                  
+

                  
v

                  
y

                

                
N

              

            

          

          
]

        

      

    

    
{\displaystyle F(u,v)=\sum _{x=0}^{N}\sum _{y=0}^{N}f(x,y)\,exp\left[-i2\pi {\frac {ux+vy}{N}}\right]}

  

  

    

      

        
=

        

          
∑

          

            
x

            
=

            
0

          

          

            
N

          

        

        

          
∑

          

            
y

            
=

            
0

          

          

            
N

          

        

        
f

        
(

        
x

        
,

        
y

        
)

        

        
e

        
x

        
p

        

          
[

          

            
−

            
i

            
2

            
π

            

              

                

                  
u

                  
x

                

                
N

              

            

          

          
]

        

        
e

        
x

        
p

        

          
[

          

            
−

            
i

            
2

            
π

            

              

                

                  
v

                  
y

                

                
N

              

            

          

          
]

        

      

    

    
{\displaystyle =\sum _{x=0}^{N}\sum _{y=0}^{N}f(x,y)\,exp\left[-i2\pi {\frac {ux}{N}}\right]exp\left[-i2\pi {\frac {vy}{N}}\right]}

  

    (18)
```

где су u и v координате у координатном систему учесталости, N је број пиксела дуж једне стране CCD чипа (у случају квадратног чипа), и ƒ(x,y) је функција дигиталне слике које описује висину сигнала на сваком пикселу, са координатама пиксела одређеним са x и y. Бројно, све четири координатне променљиве припадају скупу целих бројева између 0 и N-1, с том разликом што су координате пиксела дате у просторним, а координате фуријеове трансформације у јединицама учесталости. 
Пошто су F(u,v) и ƒ(x,y) фуријеов пар, функција CCD узорка (слике) је дата са:
```

  

    

      

        
f

        
(

        
x

        
,

        
y

        
)

        
=

        

          

            
1

            

              
N

              

                
2

              

            

          

        

        

          
∑

          

            
u

            
=

            
0

          

          

            
N

          

        

        

          
∑

          

            
v

            
=

            
0

          

          

            
N

          

        

        
F

        
(

        
u

        
,

        
v

        
)

        

        
e

        
x

        
p

        

          
[

          

            
i

            
2

            
π

            

              

                

                  
u

                  
x

                  
+

                  
v

                  
y

                

                
N

              

            

          

          
]

        

      

    

    
{\displaystyle f(x,y)={\frac {1}{N^{2}}}\sum _{u=0}^{N}\sum _{v=0}^{N}F(u,v)\,exp\left[i2\pi {\frac {ux+vy}{N}}\right]}

  

  

    

      

        
=

        

          

            
1

            

              
N

              

                
2

              

            

          

        

        

          
∑

          

            
u

            
=

            
0

          

          

            
N

          

        

        

          
∑

          

            
v

            
=

            
0

          

          

            
N

          

        

        
F

        
(

        
u

        
,

        
v

        
)

        

        
e

        
x

        
p

        

          
[

          

            
i

            
2

            
π

            

              

                

                  
u

                  
x

                

                
N

              

            

          

          
]

        

        

        
e

        
x

        
p

        

          
[

          

            
i

            
2

            
π

            

              

                

                  
v

                  
y

                

                
N

              

            

          

          
]

        

      

    

    
{\displaystyle ={\frac {1}{N^{2}}}\sum _{u=0}^{N}\sum _{v=0}^{N}F(u,v)\,exp\left[i2\pi {\frac {ux}{N}}\right]\,exp\left[i2\pi {\frac {vy}{N}}\right]}

  

     (19)
```

За обе функције, интеграл пуне Фуријеове трансформације је замењен збирном функцијом за све тачке (тј. пикселе) слике, а непрекидне променљиве координата учесталости су замењене испрекиданим координатама скупа целих бројева од 0 до N-1. Интеграл говори да је сигнал сваке тачке (тј. пиксела) CCD слике производ збира распона (сигнала), тј. Фуријеове трансформације за сваку тачку у координатном систему учесталости (u,v) и основне функције еxp[...] која одређује фазу сваке фреквенције, тј. коначну висину сигнала у свакој тачки.
 Као што слика десно показује, број тачака у спектруму, или лепези учесталости за које одвојена Фуријеова трансформација даје збир учесталости, је једнак броју пиксела, тј. N2. Збир два синусоида који производе распоред висина који је сразмеран оним на CCD слици је у односу на почетну или рачунску нулу, која постаје просечна, или нулта висина, у односу на коју су позитивна и негативна одступања једниака, тј. у односу на коју је збир позитивних и негативних одступања једнак нули (својство ортогоналности). 

### Брза Фуријеова трансформација (FFT)
Рачунски обим одвојене Фуријеове трансформације је у основном облику сразмеран N2. Због врло мале величине просечног пиксела, ово захтева врло велики број операција већ и за мале чипове, што за последицу има непрактично дуго потребно време, чак и са модерним компјутерима. 
На пример, за пиксел просечне величине од 10 микрона, на сваки милиметар CCD чипа долази 10,000 пиксела, што чак и за мали 10x10мм чип значи милион пиксела. За сваки од пиксела потребно је обавити велики број рачунских операција да би се сабрале висине синусоида свих учесталости које су потребне да се произведе Фуријеова трансформација CCD слике.
Овај проблем је решен применом посебног алгоритма, познатог као брза Фуријеова трансформација (енгл. Fast Fourier Transform, FFT). Број операција са FFT је сразмеран Nlog2N, тј. обим је смањен сразмерно N/log2N у односу на основни облик прорачуна. За 1 милион пиксела (N=1.000.000), то доноси скраћење времена прорачуна за око 10.000 пута.

### Представљање
Као што једначина (18) показује, Фуријеова трансформација слике је један од два дела потпуног израза који је описују - она представља распоне фреквенција синусоида садржаних у слици, тј. који су потребни да се она произведе. Други део израза одређује учесталост и фазу ових синусоида, тј. њихов међусобни положај, што одређује висину доприноса сваке од учесталости збирној висини сиггнала у свакој појединачној тачки слике, тј. пикселу (слика 11, средина). 
Ове функције висине и фазе могу да се представе у облику карте у координатном систему учесталости. Обично се користи само карта функције распона, тј. Фуријеова трансформација, јер карта функције фазе - која показује фазу сваке фреквенције у слици као нијансу сиве између црне (Δ=-π, слика 11) и беле (Δ=π) - не говори ништа смислено о особинама слике. На слици 11, четири карте десно од слике представљају карту распона учесталости, тј. Фуријеову трансформацију (горе, у појачаном, логаритамском облику), и фазе учесталости (доле). 
У компјутерском поступку прорачуна Фуријеове трансформације слике, карта се заснива на координатном систему u,v у ком се учесталост мења од најниже на угловима до највише у средишту. То важи како за карту распона (тј. Фуријеову трансформацију), тако и за карту фаза учесталости. Две карте на левој страни су у овом облику. У коначном облику (десно), обе карте се по правилу дају у обрнутом систему координата, са најнижом учесталошћу у средишту, и највишим у угловима карте (слика 12). Поступак обртања координата зове се FFT помак (енгл. FTT shift).
 Слика десно приказује рачунски и коначни облик одвојене Фуријеове трансфоррмације дигиталне слике. Доле лево је негатив коначног облика трансформације у распоне учесталости, на ком се види како се учесталост и оријентација синусоида који чине слику мењају у зависности од координата на карти учесталости. Доле десно је шема по којој се рачунски облик мења у уобичајени облик представљања трансформације, било у распону или фази учесталости.
Слика горе десно преставља карту распона учесталости - тј. Фуријеову трансформацију - слике лево, у облику у ком се обично представља: са најнижим учесталостима у средишту, и највишим према ивицама. Сама средишња тачка је распон без учесталости, која представља просечан распон сигнала целе слике (енгл. DC term). Две светле линије у виду крста у средишту слике су или узрок постојања јасно оцртаних водоравних (усправна светла линиија) и усправних (водоравна светла линија) у слици, и/или неподударања горње и доње (водоравна сјајна линија) и леве и десне (усправна сјајна линија). Ово последње је последица природе Фуријеовох поступка, који подразумева периодичност, тј. при претварању слике у њену карту учесталости понавља слику у низу, настављајући их као плочице на поду. 
Дијагонална линија учесталости је светлија од горе десно ка доле лево, јер су ове учесталости потребне да се опишу јаке приближно дијагоналне линије на слици у оријентацији нормалној на оријентацију на карти учесталости, тј. од горе десно ка доле лево.